# Chutes Adams
Pour les articles homonymes, voir Adams.
Les chutes Adams (en anglais : Adams Falls) sont des chutes d'eau du comté de Grand, dans le Colorado, aux États-Unis. Ces chutes formées par l'East Inlet relèvent du parc national de Rocky Mountain.